# Гнилий Ріг (заказник)
Гнилий Ріг — гідрологічний заказник місцевого значення в Україні. Об'єкт природно-заповідного фонду Хмельницької області. 
Розташований у межах Ізяславської міської громади Шепетівського району Хмельницької області, на схід від села Комини. 
Площа 816,2 га. Статус присвоєно згідно з рішенням 10-ї сесії обласної ради від 29.02.2000 року № 10. Перебуває у віданні ДП «Ізяславський лісгосп» (Лютарське л-во, кв. 27-30, 33-36). 
Статус присвоєно для збереження частини лісового масиву у верхів'ях річки Гнилий Ріг з багатьма заболоченими ділянками. Переважають насадження берези, дуба, сосни, на перезволожених ділянках — вільхи.